# Библиотечная этика
Библиотечная этика — вид профессиональной этики; раздел библиотековедения, находящийся на стыке с этикой и рассматривающий вопросы моральных и нравственных принципов, норм в рамках библиотечной деятельности, а также соответствующая учебная дисциплина.
И. А. Трушина определяет библиотечную этику как «совокупность этических взаимоотношений, возникающих в процессе осуществления библиотечной деятельности, и их отражение в научной теории». Профессиональная этика библиотекаря, с точки зрения Г. А. Алтуховой, является «совокупностью специфических требований и норм нравственности при выполнении им профессиональных обязанностей по обслуживанию потребителей информации».
Объектом библиотечной этики как научной дисциплины выступает профессиональная мораль библиотекаря, предметом — морально-нравственные отношения в библиотечной деятельности. Библиотечная этика связана с такими разделами библиотековедения, как библиотечная педагогика, библиотечная психология, социология библиотечного дела.
Нормы библиотечной этики определяют отношения библиотекаря с читателем, коллективом, обществом, государством, а также отношения работников библиотеки между собой и отношения между библиотечными коллективами. Данные нормы получают своё закрепление в специальных кодексах этики библиотекарей. В США подобный кодекс был утверждён Американской библиотечной ассоциацией в 1939 году. «Кодекс профессиональной этики российского библиотекаря» был принят на Конференции Российской библиотечной ассоциации 22 апреля 1999 года. На XVI Конференции Российской библиотечной ассоциации в Тюмени 26 мая 2011 года принят новый Кодекс этики российского библиотекаря.